# Verlag Rüegger
Rüegger ist eine Edition des Somedia Buchverlages (Schweizer Buchverlag) mit Sitz in Glarus und Chur. Der Verlag Rüegger bestand von 1973 bis 1997.  

## Tätigkeiten
Schwerpunkt der Edition bildet die Publikation von Fachbüchern aus den Themengebieten Politik, Wirtschaft, Ökologie und Sozialwissenschaften sowie von Lehrbüchern aus den Bereichen Volkswirtschaft und Investitionsrechnung. Darüber hinaus werden Publikationen aus den Forschungsprogrammen des Schweizerischen Nationalfonds und in neuerer Zeit auch Gender Studies herausgegeben.
Der Somedia Buchverlag veröffentlicht jährlich rund 30 Titel in deutscher, englischer, italienischer und rätoromanischer  Sprache und führt aktuell knapp 600 Titel (Stand 2017). 
Zu den Autoren bzw. Herausgebern zählen unter anderem Doris Aebi, Thomas Bernauer, Armin Bollinger, Bruno Gehrig, Hans Geser, Felix Gutzwiller, Franz Jaeger, Ulrich Klöti, Christoph Lengwiler, Martin Meyer, Marcel Alexander Niggli, Dieter Ruloff, Peter Eisenhut und Beatrice Weder di Mauro.

## Geschichte
Der Verlag Rüegger wurde Mitte der 1970er Jahre als Einzelunternehmen in Diessenhofen gegründet und war später in Grüsch und von 1991 bis 1997 als Aktiengesellschaft in Chur ansässig. 1997 wurde die Verlag Rüegger AG mit der damaligen Gasser Media AG (heute Somedia Production AG) fusioniert und die Aktiengesellschaft aufgelöst.
Heute ist der Verlag Rüegger in Glarus und Chur ansässig und in der Somedia Medien der Südostschweiz integriert und tritt als Edition auf.